# Sukkermølle
En sukkermølle er en fabrik, der behandler sukkerrør til at producere råsukker eller hvidt sukker. Nogle sukkermøller blev opført ved siden af sukkerraffinaderier, der kan foretage den endelige fremstilling til hvidt sukker.
I sukkermøllerne blev sukkerrørene valset eller bliver knust eller ødelagt på anden måde til videre behandling.
Sukkermølle bruges nogle gange også også om udstyret der knuser sukkerrørerne for at få saften frigjort.
Møllerne kan drives af damp, vand, vind eller brug af dyr.
Sukkermøller kan dateres tilbage til 1100-tallet i arabisk Egypten.